# Onthophagus trichopygus
Onthophagus trichopygus là một loài bọ cánh cứng trong họ Bọ hung (Scarabaeidae).